# Metro (quotidiano britannico)
Metro è il quotidiano cartaceo a più alta diffusione del Regno Unito. È pubblicato in formato tabloid da DMG Media. Il quotidiano è gratuito e viene distribuito dal lunedì al venerdì (esclusi i giorni festivi e il periodo tra la vigilia di Natale e il primo dell'anno compreso) la mattina su treni e autobus e nelle stazioni ferroviarie / della metropolitana, aeroporti e ospedali in aree urbane selezionate di Inghilterra, Galles e Scozia. Le copie vengono distribuite anche ai pedoni.
Metro è di proprietà di Daily Mail e General Trust plc (DMGT), parte dello stesso gruppo multimediale di Daily Mail e The Mail on Sunday, ma in alcune aree Metro opera in franchising con editori di giornali locali, piuttosto che come un periodico indipendente. Pur essendo un giornale appartenente allo stesso gruppo del conservatore Daily Mail, il giornale non ha mai appoggiato alcun partito o candidato politico e afferma di assumere una posizione politica neutrale.

## Storia

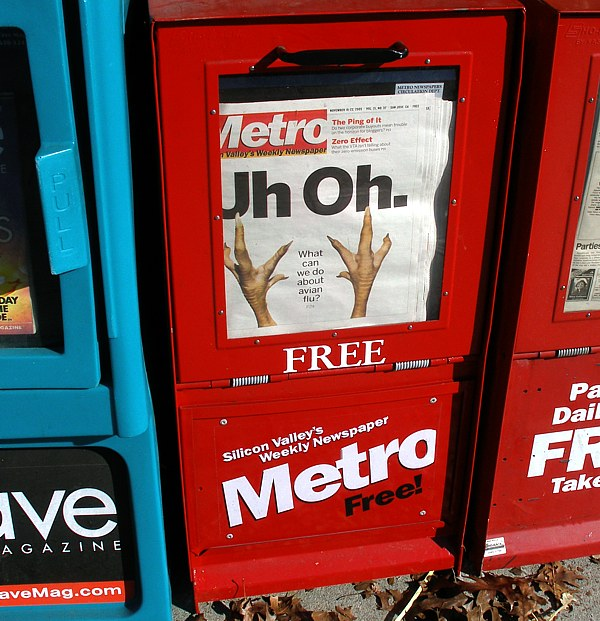
Un edicolante della Metro Newspapers su El Camino Real a Mountain View.

### Le origini e l'avvio a Londra
Il concetto di quotidiano gratuito Metro è nato in Svezia, dove una pubblicazione con lo stesso nome fu lanciata nel 1995 da Metro International. Secondo quanto riferito, i dirigenti di giornale britannico Jonathan Harmsworth e Murdoch MacLennan, di DMGT, furono ispirati dall'idea e volarono a Stoccolma per una "missione conoscitiva" con l'obiettivo di sviluppare la loro versione. Ci sono state anche notizie alla fine degli anni '90 secondo cui sia Metro International che News International di Rupert Murdoch stavano prendendo in considerazione il lancio di giornali gratuiti nel Regno Unito che avrebbero potuto rivelarsi una minaccia commerciale per le attività di DMGT.
DMGT ha successivamente lanciato Metro, utilizzando lo stesso nome delle pubblicazioni di Metro International ma con un logo diverso martedì 16 marzo 1999. Questa versione britannica di Metro non aveva alcuna relazione con Metro International o con i suoi quotidiani gemelli in altri paesi. Metro fu lanciato inizialmente come giornale solo per Londra con una tiratura originale di 85.000 copie, che sono state distribuite tramite contenitori dedicati nelle stazioni della metropolitana di Londra. Il giornale era prodotto presso la tipografia e il complesso di uffici di DMGT a Surrey Quays, nel sud-est di Londra, lontano dalla redazione principale del giornale dell'azienda a Kensington, a ovest di Londra.

### Espansione a livello nazionale
Negli anni successivi al suo lancio, la distribuzione del giornale fu gradualmente estesa ad altre importanti città del Regno Unito, tra cui Manchester e Birmingham. Nel febbraio 2003, Metro era diventata per la prima volta redditizio dal punto di vista operativo. La sua portata è stata ulteriormente estesa nel 2004, diventando disponibile in aree più urbane, tra cui Nottingham, Bristol e Bath.
La circolazione nella metropolitana ha continuato a crescere negli anni successivi, anche se i lettori sono temporaneamente diminuiti dopo gli attentati di Londra del 7 luglio 2005. Si è registrato un calo dell'1,8%, l'equivalente di circa 9.000 lettori - nelle copie raccolte nelle settimane successive agli attacchi a causa della riduzione del numero di persone che utilizzavano la rete di trasporto pubblico di Londra, insieme alla chiusura temporanea di alcune linee della metropolitana di Londra dove Metro era distribuito.
Dopo diversi anni di espansione nazionale, nel 2006 la produzione del giornale è stata spostata nei principali uffici di DMGT presso la Northcliffe House di Kensington, a ovest di Londra. Nello stesso anno il giornale si espanse ulteriormente, lanciando a Cardiff e Liverpool accordi di joint venture con Trinity Mirror.
Al momento del suo decimo anniversario, nel 2009, il giornale era distribuito in sedici grandi città del Regno Unito e la sua diffusione era cresciuta fino a 1,3 milioni. Nonostante l'aumento del numero di lettori, nello stesso anno la direzione chiuse anche cinque uffici regionali a Manchester, Glasgow, Newcastle, Birmingham e Bristol, che scrivevano articoli riguardanti arte, intrattenimento e cucina, citando "condizioni economiche difficili".
Nel 2011, la rete di distribuzione di Metro si era espansa in più di 50 città nel Regno Unito. Quell'anno il commentatore dei media Roy Greenslade disse che la pubblicazione stava ora realizzando "profitti eccezionali" e lo definì "il quotidiano nazionale di maggior successo della Gran Bretagna".

### Giochi Olimpici di Londra 2012
Per la prima volta nella sua storia, Metro ha pubblicato temporaneamente sette giorni alla settimana durante le Olimpiadi estive 2012 e le Paralimpiadi estive 2012, fornendo copie gratuite agli spettatori dei Giochi e al pubblico in generale. Il giornale ha stretto un accordo da 2,25 milioni di sterline con il produttore di abbigliamento sportivo Adidas per pubblicare annunci pubblicitari in copertina in ciascuno dei 17 giorni delle Olimpiadi.

### Circolazione in aumento
Dopo oltre dieci anni di direzione Kenny Campbell è stato sostituito da Ted Young nel 2014. La nomina di Young ha coinciso con una serie di cambiamenti al giornale, inclusa la separazione delle edizioni cartacee e online, insieme a un'espansione della distribuzione di Metro nel Regno Unito.
Nel 2017, Metro è diventato il quotidiano più letto nel Regno Unito, secondo i dati mensili del National Readership Survey. Nel marzo 2018 Metro ha ufficialmente superato The Sun nella circolazione totale della stampa, secondo i dati dell'ABC (Audit Bureau of Circulations (UK)).